# Tribseer Straße 24 (Stralsund)

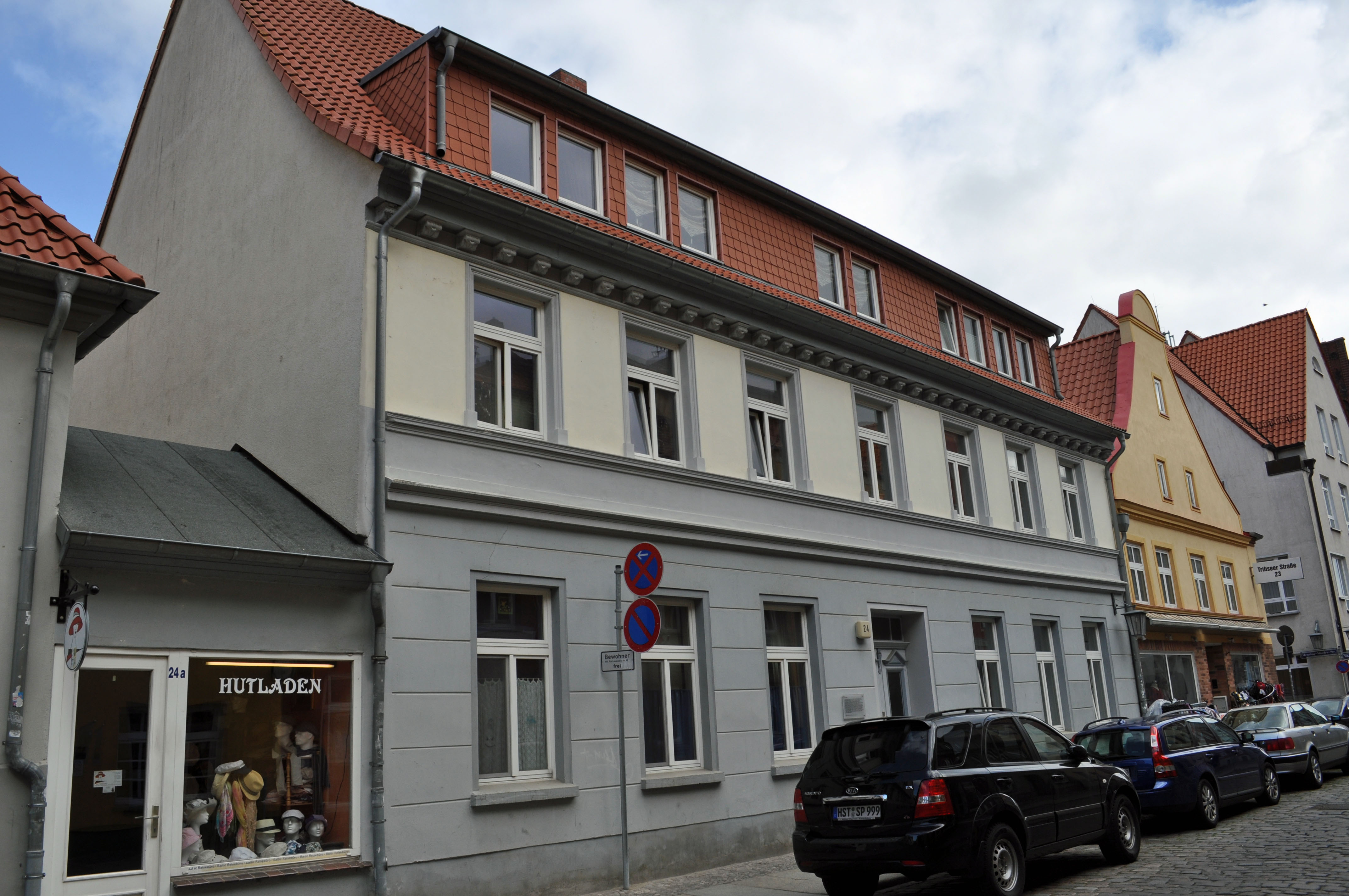
Das Haus Tribseer Straße 24 in Stralsund (2012)

Das Gebäude mit der postalischen Adresse Tribseer Straße 24 ist ein denkmalgeschütztes Bauwerk in der Tribseer Straße in Stralsund.
Der zweigeschossige Putzbau wurde in der zweiten Hälfte des 18. Jahrhunderts errichtet.
Das Haus liegt im Kerngebiet des von der UNESCO als Weltkulturerbe anerkannten Stadtgebietes des Kulturgutes „Historische Altstädte Stralsund und Wismar“. In die Liste der Baudenkmale in Stralsund ist es mit der Nummer 756 eingetragen.
Das Gebäude gehörte wie seine westlichen Nachbarn Tribseer Straße 24 a, Tribseer Straße 25 und Tribseer Straße 26 zu den Produktionsgebäuden der Stralsunder Fayencenmanufaktur und der Stralsunder Münze, die Joachim Ulrich Giese errichten ließ. Giese bewohnte das Haus Nr. 24, in dem im Jahr 1757 auch die Münze eingerichtet wurde; sie wurde bis ins Jahr 1764 betrieben.